# チャレンジメニュー
チャレンジメニュー(challenge menu)とは一定の制限がある状況にて指定された出来事を挑戦し処理することである。特に飲食店などで指定された料理を条件内で食べ切ったら特典が付くメニューを指す語として使用される。

## 概要
飲食店にて制限時間などの条件内に指定された量を食べ切り、成功と認められた場合に何らかの特典が付くメニューを指す。他に挑戦メニュー・大食いメニュー・早食いメニュー・大食いチャレンジ・大盛りチャレンジ・早食いチャレンジ・デカ盛りチャレンジ 等と呼ばれることもある。通常・限定企画として店の目玉・名物メニューとして用意されていたり、イベントの一種として行われていたりする。店によっては一部のデカ盛りメニューを頼んだ際、自動的にチャレンジメニューのシステムが付帯されるケースもある。
「○○分以内に◆◆を▽kg食べたら無料・賞金●●円」などの謳い文句で、通常のメニューの数倍～とても考えられない量の料理を挑む早食い・大食いスタイルで、客と店との一種の勝負・対決ともいえる。稀であるが制限時間を設けない店もある。広義では早食い競技や大食い競技もこれの一種といえる。
成功した場合、料金割引・無料・賞金・クーポン券・パス・商品 などの特典が付く。記念として店に写真が飾られたり名前が表示されたり、店のHPにて同様の行為をされる場合もある。失敗した場合、所定の代金を支払い終了となる(参加料として前払になっている場合もある)。店によっては罰金などのペナルティが付く場合もある。
一部の店では食べ切れなかった分を持ち帰る事が認められており、その際は店にて用意されている無料または有料の持ち帰り容器を利用、もしくは持参した持ち帰り容器を利用し詰め替えて持ち帰る事が出来るシステムとなっている。

### 参考資料
- 日刊スポーツ2007年5月31日紙面｢ニッカン式 食navi Vol.2 デカ盛り編｣